# Ореховское (озеро, Брестская область)
Оре́ховское (бел. Арэ́хаўскае) — озеро в Малоритском районе Брестской области Беларуси. Относится к бассейну реки Малорита.

## Описание
Озеро Ореховское располагается в 17 км к юго-западу от города Малорита. В 1,3 км к юго-западу от водоёма расположен участок белорусско-украинской границы. Возле юго-восточного берега находится агрогородок Орехово. Высота водного зеркала над уровнем моря составляет 159 м.
Площадь поверхности озера составляет 4,6 км², длина — 3,2 км, наибольшая ширина — 2,1 м. Длина береговой линии — 10,8 м. Наибольшая глубина — 2,1 м, средняя — 1 м. Объём воды в озере — 4,4 млн м³. Площадь водосбора — 291 км².
Водоём сильно пострадал в результате мелиорационных работ, после которых уровень воды в нём снизился на 1 м, а режим превратился в дистрофный.
Котловина подпрудного типа, вытянутая с юго-запада на северо-восток. С востока к озеру подходят моренные холмы высотой до 3,5 м. Берега низкие, заболоченные, поросшие водно-болотной растительностью и кустарником, на западе лесистые. Возле северо-западных и западных берегов формируются сплавины.
Подводная часть котловины плоская, блюдцеобразной формы. Глубины до 1 м занимают 44 % площади водоёма. Мелководье обширное, песчаное и песчано-галечное, глубже дно покрыто сапропелем.
Сапропель Ореховского озера относится к органическому типу, покрывает 51 % озёрной чаши и формирует отложения средней мощностью 3,2 м и наибольшей 7 м. Запасы сапропеля составляют 8,7 млн м³. Естественная влажность — около 95 %, зольность — 29 %, водородный показатель — 5,8. Содержание в сухом остатке: азота — 3,4 %, окислов железа — 6,8 %, алюминия — 2 %, магния — 0,4 %, кальция — 2,5 %, калия — 0,1 %, фосфора — 0,5 %. Сапропель может использоваться в качестве лечебной грязи или минерального удобрения, применяться для буровых работ.
Озеро соединено посредством мелиорационных каналов как с рекой Малорита и Олтушским озером в Беларуси, так и с рядом озёр на территории Украины. Минерализация воды составляет 100 мг/л, прозрачность — до дна. Водоём сильно зарастает. Ширина полосы надводной растительности составляет 150—200 м.
Несмотря на дистрофность, в воде обитают линь, карась, язь, щука, плотва, лещ, уклейка, налим и другие виды рыб.